# باغ و کوشک امیرآباد
باغ و کوشک امیرآباد (باغ امیریه) یکی از باشکوه ترین باغ های ایرانی در شرق کشور، مربوط به دوره قاجار است. باغ امیریه به مساحت 146269 مترمربع در ۵ کیلومتری غرب بیرجند در روستایی به همین نام (امیرآباد) واقع شده و در تاریخ ۲ اسفند ۱۳۷۶ با شمارهٔ ثبت ۱۹۶۹ به‌عنوان یکی از آثار ملی ایران به ثبت رسیده است.
معماری ابنیه باغ از نوع معماری اسلامی بوده و از نمادهای سنتی ایران نیز استفاده شده است. این باغ شامل سه بخش: باغ (شامل: کوشک، عمارت کلاه فرنگی و ده هکتار اشجار)، عمارت چهار کاج (محل اسکان خدمه) و حیاط ورودی می باشد. بنای اصلی و منحصر به فرد باغ امیریه، کوشک است. این بنا دارای پلان هشت ضلعی بوده و از دو طبقه تشکیل شده، پس از ورود، پلکانی جهت رفتن به طبقه بالا قرار دارد. در طبقه اول یک دالان و در طبقه ی دوم یک شاه نشین با پلان چلیپایی دیده می شود، به دلیل به کار نرفتن تجملات در طراحی آن، این بنا از سادگی خاصی برخوردار بوده و نمایی با تزئینات آجری به شکل هندسی دارد. عمارت کلاه فرنگی محل اسکان صاحب باغ می باشد. محل اسکان خدمه به نام چهار کاج است که وجه نام گذاری آن به دلیل وجود چهار درخت کاج بسیار کهن در محوطه این بخش است به شکلی که در فصل تابستان حیاط آن آفتاب نمی گیرد. در ضمن دو قنات آب شیرین خالق آباد (که از دامنه های رشته کوه باقران سرچمشه می گیرد) و قنات آب شور (مادر چاه آن در فرودگاه بیرجند و مظهر قنات با طی مسافتی بیش از 20 کیلیومتر در داخل باغ قرار دارد) از مزایای ویژه باغ امیریه است. وجود درختان انار، چنار، کاج، گل‌‌های زینتی، میوه‌‌های گوناگون، طراوت و خرمی خاصی را به این باغ بخشیده است. 
مالک باغ قبل از انقلاب اسلامی امیر معصوم خان شیبانی بوده که بعد از انقلاب توسط بنیاد مستضعفان مصادر و در سال 1360 توسط دانشگاه بیرجند در زمان ریاست دکتر غلامحسین رونقی خریداری و به عنوان باغ آموزشی استفاده شده است. مرمت و احیا این باغ به عنوان مرکزی آموزشی، فرهنگی و گردشگری از سال 1397 و در زمان ریاست دکتر احمد خامسان  شروع شده است. در طرح مرمت و احیای باغ که توسط مشاور مورد تایید میراث فرهنگی تهیه شده این بخش ها وجود دارد: اقامت بوم گردی و رستوران سنتی چهارکاج، استخر پرورش ماهی و رستوران غذاهای دریایی، تفرجگاه و رستوران کلاه فرنگی، تفرجگاه اکوتوریسم، نگارخانه و اقامتگاه تشریفات اختصاصی کوشک، و غرفه های صنایع دستی در حیاط ورودی. در تاریخ 17 اردیبهشت 1399 خبر تکمیل فاز اول مرمت باغ اعلام شد.